# 이각 (천문학)

이각(離角, elongation)는 태양과 한 천체가 이루는 각거리이다. 이각이 0도이면 합, 180도이면 충, 90도이면 구이다. 합과 충을 합쳐 합충이라고  부른다.
내행성은 이각의 크기가 제한되는데, 이각이 가장 클때를 최대이각이라고 하고 태양에 대한 위치에 따라 동방최대이각과 서방최대이각이라고 부른다. 궤도가 원형이고 같은 평면에 있다면, 최대이각때 정확히 반달의 위상에 오게 된다.

## 기타
편심 이각, 진근점 이각, 평균 근점 이각은 태양에 대한 각거리로 이 문서에서 다루는 이각 개념과는 다르다.

## 같이 보기
- 합 (천문학)